# Eustala vellardi
Eustala vellardi là một loài nhện trong họ Araneidae.
Loài này thuộc chi Eustala. Eustala vellardi được Cândido Firmino de Mello-Leitão miêu tả năm 1924.